# Sericornis beccarii
Sericornis beccarii е вид птица от семейство Acanthizidae.

## Разпространение
Видът е разпространен в Австралия, Индонезия и Папуа Нова Гвинея.